# Abberdaan (bedrijventerrein)
Abberdaan is een bedrijventerrein in het westen van Amsterdam Westpoort en ten noordoosten van Halfweg. Het bedrijventerrein werd vanaf halverwege de jaren zeventig opgeleverd en geeft ruimte aan allerlei soorten bedrijven, niet zijnde zware industrie. Tegenwoordig zijn er ook enkele woningen in bedrijfsgebouwen aanwezig.
Het terrein wordt in het noorden begrensd door de Noordzeeweg en aan de zuidkant door Sportpark Spieringhorn en de Lange Bretten. Het gebied wordt doorsneden door de Westrandweg (A5) en de Australiëhavenweg.
De straatnamen zijn genoemd naar Britse havenplaatsen in een schrijfstijl zoals de Nederlandse zeelieden destijds de plaatsen schreven, zoals:
- Abberdaan - Aberdeen
- Bornhout - Burnham
- Haarwijk - Harwich
- Jarmuiden - Yarmouth
- Pleimuiden - Plymouth
- Scharenburg - Scarborough
- Tijmuiden - Tynemouth
- Vaalmuiden - Falmouth

Met het openbaar vervoer is dit gebied in Westpoort bereikbaar met GVB-buslijn 231.